# Бианор (военачальник)
Бианор (др.-греч. Βιάνορ; IV век до н. э.) — военачальник IV века до н. э.
По одной из версий, Бианор в 338 году до н. э. был в числе противников македонского царя Филиппа II, которых после поражения при Херонее греки были вынуждены изгнать в Акарнанию. Впоследствии он перешёл на службу к персам.
Арриан упоминает акарнанца Бианора в числе военачальников греческих наёмников на службе у Дария III во время битвы при Иссе 333 года до н. э. против Александра Македонского.
После поражения Бианор вместе с другими командирами греческих наёмников Аминтой, Тимондом и Аристомедом бежал в горы, а затем в финикийский Триполис. Там они захватили корабли и отплыли на Кипр. Предположительно, впоследствии их пути разделились. Аминта отплыл в Египет, где был убит, а Бианор отправился на Крит. Дальнейшая судьба Бианора неизвестна.
Демосфен в одной из своих речей упоминал свойственника царя Одрисского царства Амадока II военачальника Бианора. По мнению авторов энциклопедии классической древности Паули-Виссова, речь идёт о тёзках. В. Хеккель не исключал, что Бианор-свойственник Амадока II и Бианор-военачальник Дария III мог быть одним человеком.